# Павельев, Александр Семёнович
Алекса́ндр Семёнович Паве́льев (18 мая (1 июня) 1905 — 1 марта 1970) — советский государственный деятель. Исполняющий обязанности министра государственного контроля СССР в 1953 году.

## Образование
В 1930 году закончил Горьковский индустриальный институт.

## Биография
Родился в семье мелкого служащего.
- В 1919—1920 гг. — курьер, делопроизводитель Нижегородского губернского продовольственного комитета.
- В 1920—1922 гг. — конторщик водного транспорта в Нижнем Новгороде.
- В 1922—1923 гг. — техник механико-судовой службы в Нижнем Новгороде.
- В 1923—1930 гг. — студент Нижегородского химико-технологического института.
- В 1930 г. — заведующий химической лаборатории завода имени Юргенса в городе Богородск Нижегородской области.
- В 1930—1940 гг. — инженер-исследователь, начальник центральной химической лаборатории завода № 180 в Ижевске.
- В 1940 — мае 1941 г. — начальник центральной контрольно-механической лаборатории завода № 71 Наркомата вооружения СССР в Ижевске.
- С мая 1941 г. — старший контролер Наркомата государственного контроля СССР на заводе № 71 Наркомата вооружений.
- С апреля 1942 г. — старший контролер по наркомату вооружений.
- С ноября 1942 г. — главный контролер наркомата госконтроля СССР по наркомату вооружения.
- С августа 1943 г. — главный контролер по наркомату чёрной металлургии — член коллегии наркомата государственного контроля СССР.
- С ноября 1946 г. — заместитель министра госконтроля СССР.
- В марте 1953 — декабре 1955 гг. — 1-й заместитель министра госконтроля СССР, при этом в мае — декабре 1953 года исполняющий обязанности министра.
- С декабря 1955 г. — заместитель министра приборостроения и средств автоматизации СССР.
- В 1957—1963 гг. — в системе Госплана СССР: управляющий делами, и. о. начальника отдела капитальных вложений, заместитель начальника отдела народнохозяйственного плана, и. о. начальника отдела капитального строительства, заместитель начальника отдела, и. о. начальника отдела капитальных вложений.
- С марта 1961 г. — заместитель начальника планово-производственного управления ВСНХ.
- С 1965 г. — заместитель начальника отдела, начальник управления Госснаба СССР.

## Награды
- Орден Трудового Красного Знамени
- Два ордена Красной Звезды
- Два ордена «Знак Почета».